# Campionato mondiale di hockey su ghiaccio maschile 2005
Il 69º Campionato mondiale di hockey su ghiaccio è stato assegnato dall'International Ice Hockey Federation all'Austria, che lo ha ospitato nella capitale Vienna e nella città di Innsbruck nel periodo tra il 30 aprile e il 15 maggio 2005. È la settima volta che il paese alpino ha ospitato la fase finale del torneo iridato dopo le edizioni del 1930, del 1964, del 1967, del 1977, del 1987 e del 1996. Solo nel 1964, in occasione dei IX Giochi olimpici invernali, le gare si erano svolte a Innsbruck, mentre nelle altre edizioni del campionato mondiale si giocò sempre a Vienna.
La nazionale canadese era la detentrice del titolo, in virtù del successo ottenuto l'anno precedente in Repubblica Ceca.
Il torneo è stato vinto dalla Repubblica Ceca, al suo quinto titolo mondiale, che ha sconfitto in finale i campioni uscenti del Canada per 3-0. Al gradino più basso del podio è invece giunta la Russia, che si è imposta sulla Svezia per 6-3.

## Variazioni al formato
Rispetto alla precedente edizione fu abolito il raggruppamento che permetteva ad una nazionale asiatica di accedere di diritto al Gruppo A del campionato mondiale. Fino al 2000 anche le squadre europee di seconda fascia prendevano parte ad appositi gironi di qualificazione, sostituiti nel 2001 dalla Prima Divisione.

## Stadi
- La Wiener Stadthalle di Vienna è una struttura polivalente composta da sei edifici principali utilizzata per numerosi eventi sportivi e non solo, come concerti e incontri di tennis. Ultimata nel 1958 può ospitare 16.000 spettatori. Ospita i match casalinghi dei Vienna Capitals. Al suo interno si sono giocati due gironi preliminari, il Gruppo E, parte del Gruppo F, due quarti di finale, le semifinali e le finali.
- L'Olympiahalle Innsbruck di Innsbruck, costruita nel 1964 per ospitare i IX Giochi olimpici invernali e ristrutturata nel 2004, è anch'essa una struttura polivalente e può ospitare circa 7.800 posti a sedere. Ospita le gare dell'Hockey Club Innsbruck. Vi si sono disputati due gironi, parte del Gruppo F e il girone per non retrocedere.

| Wiener Stadthalle | Olympiahalle Innsbruck |
| Capienza: 16.000  | Capienza: 7.800        |
|                   |                        |

## Partecipanti
Al torneo prendono parte 16 squadre:
| 13 dall'Europa    | Austria    | Bielorussia (Promossa dalla I divisione) | Danimarca | Finlandia |
| 13 dall'Europa    | Germania   | Lettonia                                 | Rep. Ceca | Russia    |
| 13 dall'Europa    | Slovacchia | Slovenia (Promosso dalla I divisione)    | Svezia    | Svizzera  |
| 13 dall'Europa    | Ucraina    |                                          |           |           |
| 2 dal Nordamerica | Canada     | Stati Uniti                              |           |           |
| 1 dall'Asia       | Kazakistan |                                          |           |           |

## Raggruppamenti
| Gruppo A (Vienna) | Gruppo B (Innsbruck) | Gruppo C (Innsbruck) | Gruppo D (Vienna) |
| Austria           | Canada               | Danimarca            | Germania          |
| Bielorussia       | Lettonia             | Finlandia            | Kazakistan        |
| Russia            | Slovenia             | Svezia               | Rep. Ceca         |
| Slovacchia        | Stati Uniti          | Ucraina              | Svizzera          |

## Gironi preliminari

### Girone A
| Vienna 30 maggio 2005, ore 16:15 UTC+2                                                             | Russia    | 4 – 2 (1-1; 1-0; 2-1) referto | Austria | Wiener Stadthalle (8.024 spett.) |
| Ovečkin 10:10 Charitonov 23:10 Kovalëv 56:18 Koval'čuk 59:51 Marcatori 15:48 Setzinger 47:07 Divis |           |                               |         |                                  |
| |           |                               |         |                                  |
| Ovečkin 10:10 Charitonov 23:10 Kovalëv 56:18 Koval'čuk 59:51                                       | Marcatori | 15:48 Setzinger 47:07 Divis   |         |                                  |

| Vienna 30 aprile 2005, ore 20:15 UTC+2            | Slovacchia | 2 – 1 (0-0; 0-0; 2-1) referto | Bielorussia | Wiener Stadthalle (8.025 spett.) |
| Hossa 41:45 Gáborík 56:32 Marcatori 43:26 Kal'coŭ |            |                               |             |                                  |
|                                                   |            |                               |             |                                  |
| Hossa 41:45 Gáborík 56:32                         | Marcatori  | 43:26 Kal'coŭ                 |             |                                  |

| Vienna 2 maggio 2005, ore 16:15 UTC+2                                                       | Slovacchia | 3 – 3 (1-0; 1-2; 1-1) referto            | Russia | Wiener Stadthalle (7.800 spett.) |
| Pálffy 12:57 Hossa 29:23 Višňovský 41:27 Marcatori 29:45 Neprjaev 32:22 Markov 57:39 Kozlov |            |                                          |        |                                  |
|                                                                                             |            |                                          |        |                                  |
| Pálffy 12:57 Hossa 29:23 Višňovský 41:27                                                    | Marcatori  | 29:45 Neprjaev 32:22 Markov 57:39 Kozlov |        |                                  |

| Vienna 2 maggio 2005, ore 20:15 UTC+2                         | Bielorussia | 5 – 0 (1-0; 2-0; 2-0) referto | Austria | Wiener Stadthalle (7.691 spett.) |
| Hraboŭski 14:41 29:34 44:19 49:43 Zadzjalënaŭ 38:58 Marcatori |             |                               |         |                                  |
|                                                               |             |                               |         |                                  |
| Hraboŭski 14:41 29:34 44:19 49:43 Zadzjalënaŭ 38:58           | Marcatori   |                               |         |                                  |

| Vienna 4 maggio 2005, ore 16:15 UTC+2       | Russia    | 2 – 0 (0-0; 1-0; 1-0) referto | Bielorussia | Wiener Stadthalle (7.037 spett.) |
| Charitonov 28:22 Vyšedkevič 51:40 Marcatori |           |                               |             |                                  |
|                                             |           |                               |             |                                  |
| Charitonov 28:22 Vyšedkevič 51:40           | Marcatori |                               |             |                                  |

| Vienna 4 maggio 2005, ore 20:15 UTC+2                                                                                              | Austria   | 1 – 8 (0-1; 0-2; 1-5) referto                                                                        | Slovacchia | Wiener Stadthalle (8.635 spett.) |
| Unterluggauer 48:08 Marcatori 02:44 Gáborík 21:06 55:47 Pálffy 33:52 Višňovský 42:56 Hossa 50:28 Zedník 55:04 Handzuš 55:28 Štrbák |           | |            |                                  |
| |           | |            |                                  |
| Unterluggauer 48:08 | Marcatori | 02:44 Gáborík 21:06 55:47 Pálffy 33:52 Višňovský 42:56 Hossa 50:28 Zedník 55:04 Handzuš 55:28 Štrbák |            |                                  |

| Pos. |             | PG | V | N | P | GF | GS | DR  | Pt |
| 1.   | Slovacchia  | 3  | 2 | 1 | 0 | 13 | 5  | +8  | 5  |
| 2.   | Russia      | 3  | 2 | 1 | 0 | 9  | 5  | +4  | 5  |
| 3.   | Bielorussia | 3  | 1 | 0 | 2 | 6  | 4  | +2  | 2  |
| 4.   | Austria     | 3  | 0 | 0 | 3 | 3  | 17 | -14 | 0  |

### Girone B
| Innsbruck 30 aprile 2005, ore 16:15 UTC+2                                                                                                 | Lettonia  | 4 – 6 (1-1; 1-4; 2-1) referto                                      | Canada | Olympiahalle Innsbruck (5.344 spett.) |
| Semjonovs 03:29 Ankipāns 30:55 Sprukts 46:16 Skrastiņš 49:00 Marcatori 02:55 Morrison 27:49 Thornton 34:00 36:50 54:17 Nash 35:32 Marleau |           |                                                                    |        |                                       |
| |           |                                                                    |        |                                       |
| Semjonovs 03:29 Ankipāns 30:55 Sprukts 46:16 Skrastiņš 49:00                                                                              | Marcatori | 02:55 Morrison 27:49 Thornton 34:00 36:50 54:17 Nash 35:32 Marleau |        |                                       |

| Innsbruck 1º maggio 2005, ore 16:15 UTC+2                                                       | Stati Uniti | 7 – 0 (3-0; 2-0; 2-0) referto | Slovenia | Olympiahalle Innsbruck (4.540 spett.) |
| Knuble 26:32 32:37 Hall 16:34 Parrish 18:59 Halpern 27:57 Stastny 51:19 Gionta 58:347 Marcatori |             |                               |          |                                       |
|                                                                                                 |             |                               |          |                                       |
| Knuble 26:32 32:37 Hall 16:34 Parrish 18:59 Halpern 27:57 Stastny 51:19 Gionta 58:347           | Marcatori   |                               |          |                                       |

| Innsbruck 3 maggio 2005, ore 16:15 UTC+2                                                            | Canada    | 8 – 0 (1-0; 2-1; 1-0) referto | Slovenia | Olympiahalle Innsbruck (5.370 spett.) |
| Thornton 01:03 05:08 Morrison 13:17 46:43 Maltby 21:49 Gagné 32:58 Nash 44:53 Smyth 54:23 Marcatori |           |                               |          |                                       |
| |           |                               |          |                                       |
| Thornton 01:03 05:08 Morrison 13:17 46:43 Maltby 21:49 Gagné 32:58 Nash 44:53 Smyth 54:23           | Marcatori |                               |          |                                       |

| Innsbruck 3 maggio 2005, ore 20:15 UTC+2                 | Stati Uniti | 3 – 1 (0-1; 1-0; 2-0) referto | Lettonia | Olympiahalle Innsbruck (5.460 spett.) |
| Weight 33:36 Parrish 47:44 59:58 Marcatori 16:17 Sprukts |             |                               |          |                                       |
|                                                          |             |                               |          |                                       |
| Weight 33:36 Parrish 47:44 59:58                         | Marcatori   | 16:17 Sprukts                 |          |                                       |

| Innsbruck 5 maggio 2005, ore 16:15 UTC+2                              | Slovenia  | 1 – 3 (0-1; 1-1; 0-1) referto                 | Lettonia | Olympiahalle Innsbruck (6.300 spett.) |
| Goličič 31:55 Marcatori 12:17 Cipulis 25:51 Tribuncovs 59:35 Ankipāns |           |                                               |          |                                       |
|                                                                       |           |                                               |          |                                       |
| Goličič 31:55                                                         | Marcatori | 12:17 Cipulis 25:51 Tribuncovs 59:35 Ankipāns |          |                                       |

| Innsbruck 5 maggio 2005, ore 20:15 UTC+2               | Canada    | 3 – 1 (0-0; 2-1; 1-0) referto | Stati Uniti | Olympiahalle Innsbruck (6.307 spett.) |
| Nash 20:51 31:29 Thornton 52:22 Marcatori 25:16 Knuble |           |                               |             |                                       |
|                                                        |           |                               |             |                                       |
| Nash 20:51 31:29 Thornton 52:22                        | Marcatori | 25:16 Knuble                  |             |                                       |

| Pos. |             | PG | V | N | P | GF | GS | DR  | Pt |
| 1.   | Canada      | 3  | 3 | 0 | 0 | 17 | 5  | +12 | 6  |
| 2.   | Stati Uniti | 3  | 2 | 0 | 1 | 11 | 4  | +7  | 4  |
| 3.   | Lettonia    | 3  | 1 | 0 | 2 | 8  | 10 | -2  | 2  |
| 4.   | Slovenia    | 3  | 0 | 0 | 3 | 1  | 18 | -17 | 0  |

### Girone C
| Innsbruck 30 aprile 2005, ore 20:15 UTC+2             | Finlandia | 2 – 1 (1-0; 0-0; 1-1) referto | Danimarca | Olympiahalle Innsbruck (5.030 spett.) |
| Karalahti 18:42 Kapanen 41:43 Marcatori 59:02 K. Degn |           |                               |           |                                       |
|                                                       |           |                               |           |                                       |
| Karalahti 18:42 Kapanen 41:43                         | Marcatori | 59:02 K. Degn                 |           |                                       |

| Innsbruck 1º maggio 2005, ore 20:15 UTC+2                                                  | Ucraina   | 2 – 3 (0-2; 2-0; 0-1) referto                    | Svezia | Olympiahalle Innsbruck (4.061 spett.) |
| Savenko 26:32 Klyment'jev 32:37 Marcatori 05:17 Kahnberg 09:07 K. Jönsson 50:08 Alfredsson |           |                                                  |        |                                       |
|                                                                                            |           |                                                  |        |                                       |
| Savenko 26:32 Klyment'jev 32:37                                                            | Marcatori | 05:17 Kahnberg 09:07 K. Jönsson 50:08 Alfredsson |        |                                       |

| Innsbruck 2 maggio 2005, ore 16:15 UTC+2                                         | Finlandia | 4 – 1 (1-0; 2-1; 1-0) referto | Ucraina | Olympiahalle Innsbruck (4.386 spett.) |
| Niemi 08:30 Peltonen 23:55 Timonen 27:20 Hentunen 57:38 Marcatori 35:38 Varlamov |           |                               |         |                                       |
|                                                                                  |           |                               |         |                                       |
| Niemi 08:30 Peltonen 23:55 Timonen 27:20 Hentunen 57:38                          | Marcatori | 35:38 Varlamov                |         |                                       |

| Innsbruck 2 maggio 2005, ore 20:15 UTC+2                                                                    | Svezia    | 7 – 0 (2-0; 3-0; 2-0) referto | Danimarca | Olympiahalle Innsbruck (4.457 spett.) |
| D. Sedin 09:33 25:29 Axelsson 12:58 Alfredsson 32:29 Kahnberg 38:05 Hedström 47:19 H. Sedin 56:47 Marcatori |           |                               |           |                                       |
| |           |                               |           |                                       |
| D. Sedin 09:33 25:29 Axelsson 12:58 Alfredsson 32:29 Kahnberg 38:05 Hedström 47:19 H. Sedin 56:47           | Marcatori |                               |           |                                       |

| Innsbruck 4 maggio 2005, ore 16:15 UTC+2             | Danimarca | 1 – 2 (0-0; 1-1; 0-1) referto | Ucraina | Olympiahalle Innsbruck (5.623 spett.) |
| L. Degn 28:28 Marcatori 34:57 Varlamov 57:48 Savenko |           |                               |         |                                       |
|                                                      |           |                               |         |                                       |
| L. Degn 28:28                                        | Marcatori | 34:57 Varlamov 57:48 Savenko  |         |                                       |

| Innsbruck 4 maggio 2005, ore 20:15 UTC+2                                              | Svezia    | 5 – 1 (2-1; 2-0; 1-0) referto | Finlandia | Olympiahalle Innsbruck (6.202 spett.) |
| Kronwall 02:17 Sundin 16:03 Hedström 27:11 58:18 Påhlsson 34:40 Marcatori 00:50 Niemi |           |                               |           |                                       |
|                                                                                       |           |                               |           |                                       |
| Kronwall 02:17 Sundin 16:03 Hedström 27:11 58:18 Påhlsson 34:40                       | Marcatori | 00:50 Niemi                   |           |                                       |

| Pos. |           | PG | V | N | P | GF | GS | DR  | Pt |
| 1.   | Svezia    | 3  | 3 | 0 | 0 | 15 | 3  | +12 | 6  |
| 2.   | Finlandia | 3  | 2 | 0 | 1 | 7  | 7  | 0   | 4  |
| 3.   | Ucraina   | 3  | 1 | 0 | 2 | 5  | 8  | -3  | 2  |
| 4.   | Danimarca | 3  | 0 | 0 | 3 | 2  | 11 | -9  | 0  |

### Girone D
| Vienna 1º maggio 2005, ore 16:15 UTC+2                                  | Svizzera  | 1 – 3 (1-2; 0-0; 0-1) referto             | Rep. Ceca | Wiener Stadthalle (7.328 spett.) |
| Blindenbacher 12:42 Marcatori 04:52 Prospal 07:31 Jágr 45:56 F. Kaberle |           |                                           |           |                                  |
|                                                                         |           |                                           |           |                                  |
| Blindenbacher 12:42                                                     | Marcatori | 04:52 Prospal 07:31 Jágr 45:56 F. Kaberle |           |                                  |

| Vienna 1º maggio 2005, ore 20:15 UTC+2                 | Germania  | 1 – 2 (0-2; 1-0; 0-0) referto | Kazakistan | Wiener Stadthalle (6.676 spett.) |
| Martinec 39:32 Marcatori 01:24 Upper 17:55 E. Koreškov |           |                               |            |                                  |
|                                                        |           |                               |            |                                  |
| Martinec 39:32                                         | Marcatori | 01:24 Upper 17:55 E. Koreškov |            |                                  |

| Vienna 3 maggio 2005, ore 16:15 UTC+2                  | Kazakistan | 1 – 2 (1-1; 0-0; 0-1) referto | Svizzera | Wiener Stadthalle (7.500 spett.) |
| Litvinenko 06:37 Marcatori 10:23 Fischer 44:14 Jeannin |            |                               |          |                                  |
|                                                        |            |                               |          |                                  |
| Litvinenko 06:37                                       | Marcatori  | 10:23 Fischer 44:14 Jeannin   |          |                                  |

| Vienna 3 maggio 2005, ore 20:15 UTC+2 | Rep. Ceca | 2 – 0 (1-0; 0-0; 1-0) referto | Germania | Wiener Stadthalle (8.000 spett.) |
| Kubina 07:22 Sýkora 53:51 Marcatori   |           |                               |          |                                  |
|                                       |           |                               |          |                                  |
| Kubina 07:22 Sýkora 53:51             | Marcatori |                               |          |                                  |

| Vienna 5 maggio 2005, ore 16:15 UTC+2 | Rep. Ceca | 1 – 0 (0-0; 1-0; 0-0) referto | Kazakistan | Wiener Stadthalle (7.041 spett.) |
| Hemský 30:44 Marcatori                |           |                               |            |                                  |
|                                       |           |                               |            |                                  |
| Hemský 30:44                          | Marcatori |                               |            |                                  |

| Vienna 5 maggio 2005, ore 20:15 UTC+2                                                  | Germania  | 1 – 5 (1-1; 0-1; 0-3) referto                                 | Svizzera | Wiener Stadthalle (7.900 spett.) |
| Furchner 15:10 Marcatori 05:39 Rüthemann 28:28 52:00 Plüss 48:33 Fischer 52:55 Forster |           |                                                               |          |                                  |
|                                                                                        |           |                                                               |          |                                  |
| Furchner 15:10                                                                         | Marcatori | 05:39 Rüthemann 28:28 52:00 Plüss 48:33 Fischer 52:55 Forster |          |                                  |

| Pos. |            | PG | V | N | P | GF | GS | DR | Pt |
| 1.   | Rep. Ceca  | 3  | 3 | 0 | 0 | 6  | 1  | +5 | 6  |
| 2.   | Svizzera   | 3  | 2 | 0 | 1 | 8  | 5  | +3 | 4  |
| 3.   | Kazakistan | 3  | 1 | 0 | 2 | 3  | 4  | -1 | 2  |
| 4.   | Germania   | 3  | 0 | 0 | 3 | 2  | 9  | -7 | 0  |

## Seconda fase
Le prime tre squadre di ogni gruppo preliminare avanzano alla seconda fase. Le dodici squadre vengono divise successivamente in due gruppi: le squadre dai gruppi A e D confluiscono nel Gruppo E, mentre le squadre dei gruppi B e C nel Gruppo F.
Ogni squadra conserva i punti ottenuti con le altre due squadre qualificate del proprio girone. In questa fase affrontano le altre tre squadre provenienti dall'altro girone preliminare.
Le prime quattro squadre dei gruppi E ed F accedono alla fase a eliminazione diretta.

### Girone E
| Vienna 6 maggio 2005, ore 20:15 UTC+2                                                       | Russia    | 3 – 3 (2-2; 1-1; 0-0) referto          | Svizzera | Wiener Stadthalle (5.680 spett.) |
| Dacjuk 02:28 Koval'čuk 05:11 Kovalëv 38:26 Marcatori 01:43 Lemm 08:52 DiPietro 22:38 Streit |           |                                        |          |                                  |
|                                                                                             |           |                                        |          |                                  |
| Dacjuk 02:28 Koval'čuk 05:11 Kovalëv 38:26                                                  | Marcatori | 01:43 Lemm 08:52 DiPietro 22:38 Streit |          |                                  |

| Vienna 7 maggio 2005, ore 16:15 UTC+2 | Bielorussia | 2 – 0 (0-0; 1-0; 1-0) referto | Kazakistan | Wiener Stadthalle (6.234 spett.) |
| Erkovič 29:20 Kal'coŭ 59:58 Marcatori |             |                               |            |                                  |
|                                       |             |                               |            |                                  |
| Erkovič 29:20 Kal'coŭ 59:58           | Marcatori   |                               |            |                                  |

| Vienna 7 maggio 2005, ore 20:15 UTC+2                                                       | Slovacchia | 1 – 5 (0-2; 1-3; 0-0) referto                                        | Rep. Ceca | Wiener Stadthalle (7.614 spett.) |
| Štrbák 27:23 Marcatori 01:49 Sýkora 14:24 Straka 30:51 T. Kaberle 31:31 Hemský 32:23 Kubina |            |                                                                      |           |                                  |
|                                                                                             |            |                                                                      |           |                                  |
| Štrbák 27:23                                                                                | Marcatori  | 01:49 Sýkora 14:24 Straka 30:51 T. Kaberle 31:31 Hemský 32:23 Kubina |           |                                  |

| Vienna 8 maggio 2005, ore 16:15 UTC+2                          | Slovacchia | 3 – 1 (0-0; 2-1; 1-0) referto | Svizzera | Wiener Stadthalle (7.522 spett.) |
| Šatan 34:34 Hossa 38:29 Pálffy 44:12 Marcatori 23:49 Rüthemann |            |                               |          |                                  |
|                                                                |            |                               |          |                                  |
| Šatan 34:34 Hossa 38:29 Pálffy 44:12                           | Marcatori  | 23:49 Rüthemann               |          |                                  |

| Vienna 8 maggio 2005, ore 20:15 UTC+2               | Rep. Ceca | 1 – 2 (1-0; 0-1; 0-1) referto | Russia | Wiener Stadthalle (7.709 spett.) |
| Výborný 16:32 Marcatori 32:59 Koval'čuk 48:12 Sëmin |           |                               |        |                                  |
|                                                     |           |                               |        |                                  |
| Výborný 16:32                                       | Marcatori | 32:59 Koval'čuk 48:12 Sëmin   |        |                                  |

| Vienna 9 maggio 2005, ore 16:15 UTC+2                             | Russia    | 3 – 1 (0-0; 3-0; 0-1) referto | Kazakistan | Wiener Stadthalle (5.520 spett.) |
| Dacjuk 23:46 Ovečkin 27:42 Zinov'ev 35:47 Marcatori 57:38 Dudarev |           |                               |            |                                  |
|                                                                   |           |                               |            |                                  |
| Dacjuk 23:46 Ovečkin 27:42 Zinov'ev 35:47                         | Marcatori | 57:38 Dudarev                 |            |                                  |

| Vienna 9 maggio 2005, ore 20:15 UTC+2 | Svizzera  | 2 – 0 (1-0; 0-0; 1-0) referto | Bielorussia | Wiener Stadthalle (5.502 spett.) |
| Bezina 01:55 Ziegler 59:34 Marcatori  |           |                               |             |                                  |
|                                       |           |                               |             |                                  |
| Bezina 01:55 Ziegler 59:34            | Marcatori |                               |             |                                  |

| Vienna 10 maggio 2005, ore 16:15 UTC+2                             | Kazakistan | 1 – 3 (1-1; 0-1; 0-1) referto          | Slovacchia | Wiener Stadthalle (5.967 spett.) |
| Ogorodnikov 09:47 Marcatori 05:58 Šatan 23:17 Pálffy 42:54 Handzuš |            |                                        |            |                                  |
|                                                                    |            |                                        |            |                                  |
| Ogorodnikov 09:47                                                  | Marcatori  | 05:58 Šatan 23:17 Pálffy 42:54 Handzuš |            |                                  |

| Vienna 10 maggio 2005, ore 20:15 UTC+2                                                  | Rep. Ceca | 5 – 1 (1-0; 2-1; 2-0) referto | Bielorussia | Wiener Stadthalle (6.201 spett.) |
| Čajánek 16:28 Hlaváč 26:43 Jágr 32:46 Straka 46:42 Varaďa 49:21 Marcatori 37:59 Kal'coŭ |           |                               |             |                                  |
|                                                                                         |           |                               |             |                                  |
| Čajánek 16:28 Hlaváč 26:43 Jágr 32:46 Straka 46:42 Varaďa 49:21                         | Marcatori | 37:59 Kal'coŭ                 |             |                                  |

| Pos. |             | PG | V | N | P | GF | GS | DR  | Pt |
| 1.   | Russia      | 5  | 3 | 2 | 0 | 13 | 8  | +5  | 8  |
| 2.   | Rep. Ceca   | 5  | 4 | 0 | 1 | 15 | 5  | +10 | 8  |
| 3.   | Slovacchia  | 5  | 3 | 1 | 1 | 12 | 11 | +1  | 7  |
| 4.   | Svizzera    | 5  | 2 | 1 | 2 | 9  | 10 | -1  | 5  |
| 5.   | Bielorussia | 5  | 1 | 0 | 4 | 4  | 11 | -7  | 2  |
| 6.   | Kazakistan  | 5  | 0 | 0 | 5 | 3  | 11 | -8  | 0  |

### Girone F
| Innsbruck 6 maggio 2005, ore 20:15 UTC+2                                                                              | Stati Uniti | 4 – 4 (1-1; 0-0; 3-3) referto                             | Finlandia | Olympiahalle Innsbruck (3.540 spett.) |
| Park 12:30 Hauer 45:16 Modano 46:37 Parrish 59:20 Marcatori 03:38 Parssinen 46:53 Hagman 53:10 O. Jokinen 54:57 Ruutu |             |                                                           |           |                                       |
| |             |                                                           |           |                                       |
| Park 12:30 Hauer 45:16 Modano 46:37 Parrish 59:20                                                                     | Marcatori   | 03:38 Parssinen 46:53 Hagman 53:10 O. Jokinen 54:57 Ruutu |           |                                       |

| Innsbruck 7 maggio 2005, ore 16:15 UTC+2                  | Lettonia  | 3 – 0 (0-0; 1-0; 2-0) referto | Ucraina | Olympiahalle Innsbruck (4.702 spett.) |
| Tambijevs 33:38 Skrastiņš 45:15 Semjonovs 57:05 Marcatori |           |                               |         |                                       |
|                                                           |           |                               |         |                                       |
| Tambijevs 33:38 Skrastiņš 45:15 Semjonovs 57:05           | Marcatori |                               |         |                                       |

| Vienna 7 maggio 2005, ore 20:15 UTC+2 | Canada    | 4 – 5 (2-1; 1-3; 1-1) referto                                                    | Svezia | Wiener Stadthalle (5.558 spett.) |
| Thornton 08:13 Heatley 08:48 Doan 22:07 Nash 46:50 Marcatori 16:27 D. Sedin 26:56 Påhlsson 28:14 Samuelsson 38:27 Zetterberg 53:47 K. Jönsson |           |                                                                                  |        |                                  |
| |           |                                                                                  |        |                                  |
| Thornton 08:13 Heatley 08:48 Doan 22:07 Nash 46:50                                                                                            | Marcatori | 16:27 D. Sedin 26:56 Påhlsson 28:14 Samuelsson 38:27 Zetterberg 53:47 K. Jönsson |        |                                  |

| Innsbruck 8 maggio 2005, ore 16:15 UTC+2                                                 | Canada    | 3 – 3 (0-1; 1-1; 2-1) referto            | Finlandia | Olympiahalle Innsbruck (5.333 spett.) |
| Redden 39:10 Nash 48:58 Marleau 49:49 Marcatori 11:00 Hagman 24:02 Hentunen 46:19 Kallio |           |                                          |           |                                       |
|                                                                                          |           |                                          |           |                                       |
| Redden 39:10 Nash 48:58 Marleau 49:49                                                    | Marcatori | 11:00 Hagman 24:02 Hentunen 46:19 Kallio |           |                                       |

| Innsbruck 8 maggio 2005, ore 20:15 UTC+2                                                | Svezia    | 1 – 5 (0-1; 0-2; 1-2) referto                                   | Stati Uniti | Olympiahalle Innsbruck (4.708 spett.) |
| Franzén 50:23 Marcatori 19:42 Knuble 26:21 Stastny 27:40 Cole 47:39 Modano 48:43 Gionta |           |                                                                 |             |                                       |
|                                                                                         |           |                                                                 |             |                                       |
| Franzén 50:23                                                                           | Marcatori | 19:42 Knuble 26:21 Stastny 27:40 Cole 47:39 Modano 48:43 Gionta |             |                                       |

| Innsbruck 9 maggio 2005, ore 16:15 UTC+2 | Stati Uniti | 1 – 1 (0-0; 0-1; 1-0) referto | Ucraina | Olympiahalle Innsbruck (1.909 spett.) |
| Hauer 42:45 Marcatori 22:20 Kasjančuk    |             |                               |         |                                       |
|                                          |             |                               |         |                                       |
| Hauer 42:45                              | Marcatori   | 22:20 Kasjančuk               |         |                                       |

| Vienna 9 maggio 2005, ore 20:15 UTC+2 | Finlandia | 0 – 0 (0-0; 0-0; 0-0) referto | Lettonia | Wiener Stadthalle (2.235 spett.) |

| Innsbruck 10 maggio 2005, ore 16:15 UTC+2         | Ucraina   | 1 – 2 (1-1; 0-0; 0-1) referto | Canada | Olympiahalle Innsbruck (2.211 spett.) |
| Srjubko 10:43 Marcatori 06:43 Morrison 49:54 Nash |           |                               |        |                                       |
|                                                   |           |                               |        |                                       |
| Srjubko 10:43                                     | Marcatori | 06:43 Morrison 49:54 Nash     |        |                                       |

| Vienna 10 maggio 2005, ore 20:15 UTC+2 | Svezia    | 9 – 1 (3-0; 2-0; 4-1) referto | Lettonia | Wiener Stadthalle (2.349 spett.) |
| Kronwall 00:28 Alfredsson 14:47 Bäckman 19:15 Rhodin 21:05 Johansson 36:10 J. Jönsson 40:24 46:41 Nordström 47:01 Höglund 52:50 Marcatori 50:04 Ziediņš |           |                               |          |                                  |
| |           |                               |          |                                  |
| Kronwall 00:28 Alfredsson 14:47 Bäckman 19:15 Rhodin 21:05 Johansson 36:10 J. Jönsson 40:24 46:41 Nordström 47:01 Höglund 52:50                         | Marcatori | 50:04 Ziediņš                 |          |                                  |

| Pos. |             | PG | V | N | P | GF | GS | DR  | Pt |
| 1.   | Svezia      | 5  | 4 | 0 | 1 | 23 | 13 | +10 | 8  |
| 2.   | Canada      | 5  | 3 | 1 | 1 | 18 | 14 | +4  | 7  |
| 3.   | Stati Uniti | 5  | 2 | 2 | 1 | 14 | 10 | +4  | 6  |
| 4.   | Finlandia   | 5  | 1 | 3 | 1 | 12 | 13 | -1  | 5  |
| 5.   | Lettonia    | 5  | 1 | 1 | 3 | 9  | 18 | -9  | 4  |
| 6.   | Ucraina     | 5  | 0 | 1 | 4 | 5  | 13 | -8  | 1  |

## Girone per non retrocedere

### Girone G
| Vienna 6 maggio 2005, ore 16:15 UTC+2                          | Germania  | 2 – 2 (2-0; 0-1; 0-1) referto | Austria | Wiener Stadthalle (6.150 spett.) |
| Kathan 04:42 Barta 16:09 Marcatori 22:24 A. Lakos 51:06 Welser |           |                               |         |                                  |
|                                                                |           |                               |         |                                  |
| Kathan 04:42 Barta 16:09                                       | Marcatori | 22:24 A. Lakos 51:06 Welser   |         |                                  |

| Innsbruck 6 maggio 2005, ore 16:15 UTC+2                                                               | Slovenia  | 4 – 3 (0-3; 1-0; 3-0) referto              | Danimarca | Olympiahalle Innsbruck (3.709 spett.) |
| Jan 37:26 Kopitar 43:47 Rožič 44:10 Terglav 51:15 Marcatori 05:05 Damgaard 33:35 K. Degn 12:17 Nielsen |           |                                            |           |                                       |
| |           |                                            |           |                                       |
| Jan 37:26 Kopitar 43:47 Rožič 44:10 Terglav 51:15                                                      | Marcatori | 05:05 Damgaard 33:35 K. Degn 12:17 Nielsen |           |                                       |

| Innsbruck 8 maggio 2005, ore 12:15 UTC+2                                                            | Danimarca | 4 – 3 (1-3; 2-0; 1-0) referto                  | Austria | Olympiahalle Innsbruck (5.122 spett.) |
| Nielsen 01:20 47:41 Grey 32:02 Green 36:03 Marcatori 11:05 P. Lakos 18:06 Unterluggauer 18:39 Lukas |           |                                                |         |                                       |
| |           |                                                |         |                                       |
| Nielsen 01:20 47:41 Grey 32:02 Green 36:03                                                          | Marcatori | 11:05 P. Lakos 18:06 Unterluggauer 18:39 Lukas |         |                                       |

| Innsbruck 9 maggio 2005, ore 12:15 UTC+2                                                                                      | Slovenia  | 1 – 9 (0-3; 0-5; 1-1) referto                                                                         | Germania | Olympiahalle Innsbruck (2.177 spett.) |
| Kontrec 49:08 Marcatori 03:35 33:31 Goc 10:33 Kreutzer 19:32 28:46 Hecht 27:06 Benda 27:59 Furchner 30:58 Boos 48:26 Martinec |           | |          |                                       |
| |           | |          |                                       |
| Kontrec 49:08 | Marcatori | 03:35 33:31 Goc 10:33 Kreutzer 19:32 28:46 Hecht 27:06 Benda 27:59 Furchner 30:58 Boos 48:26 Martinec |          |                                       |

| Innsbruck 10 maggio 2005, ore 12:15 UTC+2                                 | Germania  | 2 – 3 (1-1; 1-1; 0-1) referto            | Danimarca | Olympiahalle Innsbruck (2.335 spett.) |
| Hecht 03:16 Boos 25:44 Marcatori 14:00 Andreasen 36:08 Grey 48:28 K. Degn |           |                                          |           |                                       |
|                                                                           |           |                                          |           |                                       |
| Hecht 03:16 Boos 25:44                                                    | Marcatori | 14:00 Andreasen 36:08 Grey 48:28 K. Degn |           |                                       |

| Innsbruck 11 maggio 2005, ore 20:15 UTC+2                                                                    | Austria   | 2 – 6 (1-0; 0-3; 1-3) referto                                    | Slovenia | Olympiahalle Innsbruck (2.827 spett.) |
| Kaspitz 04:06 Unterluggauer 41:07 Marcatori 25:14 45:52 49:25 Jan 34:05 Rodman 36:48 Razingar 51:41 Dervarič |           |                                                                  |          |                                       |
| |           |                                                                  |          |                                       |
| Kaspitz 04:06 Unterluggauer 41:07                                                                            | Marcatori | 25:14 45:52 49:25 Jan 34:05 Rodman 36:48 Razingar 51:41 Dervarič |          |                                       |

| Pos. |           | PG | V | N | P | GF | GS | DR | Pt |
| 1.   | Slovenia  | 3  | 2 | 0 | 1 | 11 | 14 | -3 | 4  |
| 2.   | Danimarca | 3  | 2 | 0 | 1 | 10 | 9  | +1 | 4  |
| 3.   | Germania  | 3  | 1 | 1 | 1 | 13 | 6  | +7 | 3  |
| 4.   | Austria   | 3  | 0 | 1 | 2 | 7  | 12 | -5 | 1  |

## Fase ad eliminazione diretta
|  | Quarti di finale | Quarti di finale | Quarti di finale |           |        | Semifinali | Semifinali | Semifinali |        |                 | Finale          | Finale          | Finale |  |
|  |                  |                  |                  |           |        |            |            |            |        |                 |                 |                 |        |  |
|  | E1               | Russia           | 4                |           |        |            |            |            |        |                 |                 |                 |        |  |
|  | E1               | Russia           | 4                |           |        |            |            |            |        |                 |                 |                 |        |  |
|  | F4               | Finlandia        | 3                |           |        |            |            |            |        |                 |                 |                 |        |  |
|  | F4               | Finlandia        | 3                |           | Russia | Russia     | 3          |            |        |                 |                 |                 |        |  |
|  |                  |                  |                  |           | Russia | Russia     | 3          |            |        |                 |                 |                 |        |  |
|  |                  |                  | Canada           | Canada    | 4      |            |            |            |        |                 |                 |                 |        |  |
|  | F2               | Canada           | Canada           | Canada    | 4      | 5          |            |            |        |                 |                 |                 |        |  |
|  | F2               | Canada           |                  |           |        |            |            |            |        |                 |                 |                 |        |  |
|  | E3               | Slovacchia       | 4                |           |        |            |            |            |        |                 |                 |                 |        |  |
|  | E3               | Slovacchia       | 4                |           | Canada | Canada     | 0          |            |        |                 |                 |                 |        |  |
|  |                  |                  |                  |           |        |            |            |            |        |                 |                 |                 |        |  |
|  |                  |                  | Rep. Ceca        | Rep. Ceca | 3      |            |            |            |        |                 |                 |                 |        |  |
|  | F1               | Svezia           | Rep. Ceca        | Rep. Ceca | 3      | 2          |            |            |        |                 |                 |                 |        |  |
|  | F1               | Svezia           |                  |           |        | 2          |            |            |        |                 |                 |                 |        |  |
|  | E4               | Svizzera         | 1                |           |        |            |            |            |        |                 |                 |                 |        |  |
|  | E4               | Svizzera         | 1                |           | Svezia | Svezia     | 2          |            |        | Finale 3º posto | Finale 3º posto | Finale 3º posto |        |  |
|  |                  |                  |                  |           | Svezia | Svezia     | 2          |            |        |                 |                 |                 |        |  |
|  |                  |                  | Rep. Ceca        | Rep. Ceca | 3      |            |            |            |        |                 |                 |                 |        |  |
|  | E2               | Rep. Ceca        | Rep. Ceca        | Rep. Ceca | 3      | 3          |            |            | Russia | Russia          | 6               |                 |        |  |
|  | E2               | Rep. Ceca        |                  |           |        |            |            |            | Russia | Russia          | 6               |                 |        |  |
|  | F3               | Stati Uniti      | 2                |           |        | Svezia     | Svezia     | 3          |        |                 |                 |                 |        |  |

### Quarti di finale
| Vienna 12 maggio 2005, ore 16:15 UTC+2                                                   | Rep. Ceca      | 2 – 2 (d.t.s.) (0-1; 0-1; 2-0; 0-0) referto | Stati Uniti | Wiener Stadthalle (7.700 spett.) |
| Židlický 41:40 Špaček 49:50 Marcatori 09:18 Modano 25:47 Parrish Ručinský Shootout 1 – 0 |                |                                             |             |                                  |
|                                                                                          |                |                                             |             |                                  |
| Židlický 41:40 Špaček 49:50                                                              | Marcatori      | 09:18 Modano 25:47 Parrish                  |             |                                  |
| Ručinský                                                                                 | Shootout 1 – 0 |                                             |             |                                  |

| Innsbruck 12 maggio 2005, ore 16:15 UTC+2                                                                            | Canada    | 5 – 4 (2-2; 1-1; 2-1) referto                   | Slovacchia | Olympiahalle Innsbruck (5.300 spett.) |
| Heatley 05:52 Smyth 16:47 Gagné 24:21 48:15 Thornton 55:38 Marcatori 00:45 Gáborík 08:22 Handzuš 34:08 43:46 Demitra |           |                                                 |            |                                       |
| |           |                                                 |            |                                       |
| Heatley 05:52 Smyth 16:47 Gagné 24:21 48:15 Thornton 55:38                                                           | Marcatori | 00:45 Gáborík 08:22 Handzuš 34:08 43:46 Demitra |            |                                       |

| Vienna 12 maggio 2005, ore 20:15 UTC+2                                                                                   | Russia         | 3 – 3 (d.t.s.) (2-3; 1-0; 0-0; 0-0) referto   | Finlandia | Wiener Stadthalle (7.530 spett.) |
| Ovečkin 16:03 Gusev 17:45 Dacjuk 31:04 Marcatori 07:34 Pakaslahti 12:13 Hentunen 18:52 Timonen Afinogenov Shootout 1 – 0 |                |                                               |           |                                  |
| |                |                                               |           |                                  |
| Ovečkin 16:03 Gusev 17:45 Dacjuk 31:04                                                                                   | Marcatori      | 07:34 Pakaslahti 12:13 Hentunen 18:52 Timonen |           |                                  |
| Afinogenov | Shootout 1 – 0 |                                               |           |                                  |

| Innsbruck 12 maggio 2005, ore 20:15 UTC+2           | Svezia    | 2 – 1 (1-1; 1-0; 0-0) referto | Svizzera | Olympiahalle Innsbruck (5.103 spett.) |
| Kronwall 06:45 D. Sedin 24:43 Marcatori 01:20 Plüss |           |                               |          |                                       |
|                                                     |           |                               |          |                                       |
| Kronwall 06:45 D. Sedin 24:43                       | Marcatori | 01:20 Plüss                   |          |                                       |

### Semifinali
| Vienna 14 maggio 2005, ore 16:15 UTC+2                                                                   | Russia    | 3 – 4 (0-3; 2-1; 1-0) referto                            | Canada | Wiener Stadthalle (7.500 spett.) |
| Sëmin 34:22 Jašin 39:18 Ovečkin 46:27 Marcatori 01:38 Redden 05:46 Souray 10:37 Heatley 21:40 Jovanovski |           |                                                          |        |                                  |
| |           |                                                          |        |                                  |
| Sëmin 34:22 Jašin 39:18 Ovečkin 46:27                                                                    | Marcatori | 01:38 Redden 05:46 Souray 10:37 Heatley 21:40 Jovanovski |        |                                  |

| Vienna 14 maggio 2005, ore 20:15 UTC+2                                         | Svezia    | 2 – 3 (d.t.s.) (2-3; 1-2; 1-0) referto  | Rep. Ceca | Wiener Stadthalle (7.791 spett.) |
| Höglund 31:39 D. Sedin 52:03 Marcatori 35:03 Čajánek 45:16 Straka 64:43 Dvořák |           |                                         |           |                                  |
|                                                                                |           |                                         |           |                                  |
| Höglund 31:39 D. Sedin 52:03                                                   | Marcatori | 35:03 Čajánek 45:16 Straka 64:43 Dvořák |           |                                  |

### Finale per il 3º posto
| Vienna 15 maggio 2005, ore 16:15 UTC+2                                                                                            | Svezia    | 3 – 6 (2-3; 0-3; 1-0) referto                                              | Russia | Wiener Stadthalle (7.889 spett.) |
| Sundin 08:11 Zetterberg 13:13 H. Sedin 42:46 Marcatori 01:02 03:58 Afinogenov 15:24 Kovalëv 21:33 Ovečkin 25:57 Jašin 28:43 Sëmin |           |                                                                            |        |                                  |
| |           |                                                                            |        |                                  |
| Sundin 08:11 Zetterberg 13:13 H. Sedin 42:46                                                                                      | Marcatori | 01:02 03:58 Afinogenov 15:24 Kovalëv 21:33 Ovečkin 25:57 Jašin 28:43 Sëmin |        |                                  |

### Finale
| Vienna 15 maggio 2005, ore 20:15 UTC+2               | Rep. Ceca | 3 – 0 (1-0; 0-0; 2-0) referto | Canada | Wiener Stadthalle (7.999 spett.) |
| Prospal 04:13 Ručinský 43:12 Vašíček 59:07 Marcatori |           |                               |        |                                  |
|                                                      |           |                               |        |                                  |
| Prospal 04:13 Ručinský 43:12 Vašíček 59:07           | Marcatori |                               |        |                                  |

## Classifica marcatori
| Giocatore         | PG | G | A  | Pt | +/- | MP |
| ----------------- | -- | - | -- | -- | --- | -- |
| Joe Thornton      | 9  | 6 | 10 | 16 | +7  | 4  |
| Rick Nash         | 9  | 9 | 6  | 15 | +7  | 8  |
| Simon Gagné       | 9  | 3 | 7  | 10 | +7  | 0  |
| Žigmund Pálffy    | 7  | 5 | 4  | 9  | +1  | 10 |
| Daniel Sedin      | 9  | 5 | 4  | 9  | +4  | 2  |
| Daniel Alfredsson | 9  | 3 | 6  | 9  | +6  | 6  |
| Jaromír Jágr      | 8  | 2 | 7  | 9  | +4  | 2  |
| Aleksandr Ovečkin | 8  | 5 | 3  | 8  | +7  | 4  |
| Ľubomír Višňovský | 7  | 2 | 6  | 8  | +2  | 0  |
| Václav Prospal    | 9  | 2 | 6  | 8  | +4  | 4  |

Fonte: IIHF.com

## Classifica portieri
| Giocatore        | Min    | TC  | GS | SO | MGS  | Sv%   |
| ---------------- | ------ | --- | -- | -- | ---- | ----- |
| Andrėj Mezin     | 297:24 | 175 | 5  | 2  | 1.01 | 97.14 |
| Tomáš Vokoun     | 499:17 | 190 | 9  | 2  | 1.08 | 95.26 |
| Vitalij Kolesnik | 279:20 | 168 | 8  | 0  | 1.72 | 95.24 |
| Martin Gerber    | 359:17 | 186 | 10 | 1  | 1.67 | 94.62 |
| Artūrs Irbe      | 283:03 | 124 | 7  | 2  | 1.48 | 94.35 |

Fonte: IIHF.com

## Classifica finale
| Pos | Squadra     |
| --- | ----------- |
| 1   | Rep. Ceca   |
| 2   | Canada      |
| 3   | Russia      |
| 4   | Svezia      |
| 5   | Slovacchia  |
| 6   | Stati Uniti |
| 7   | Finlandia   |
| 8   | Svizzera    |
| 9   | Lettonia    |
| 10  | Bielorussia |
| 11  | Ucraina     |
| 12  | Kazakistan  |
| 13  | Slovenia    |
| 14  | Danimarca   |
| 15  | Germania    |
| 16  | Austria     |

| Campioni del mondo di hockey su ghiaccio 2005 |
| Rep. Ceca 5º titolo                           |

Il piazzamento finale è stabilito dai seguenti criteri:
- Posizioni dal 1º al 4º posto: i risultati della finale e della finale per il 3º posto
- Posizioni dal 5º all'8º posto (squadre perdenti ai quarti di finale): il piazzamento nel girone della seconda fase; in caso di parità, i punti raccolti nel girone della seconda fase; in caso di ulteriore parità, la differenza reti nel girone della seconda fase.
- Posizioni dal 9º al 12º posto (5º e 6º classificati nei gironi della seconda fase): il piazzamento nel girone della seconda fase; in caso di parità, i punti raccolti nel girone della seconda fase; in caso di ulteriore parità, la differenza reti nel girone della seconda fase.
- Posizioni dal 13º al 16º posto (girone per non retrocedere): il piazzamento nel girone G

| Promosse nel Gruppo A:         | Norvegia | Italia  |
| Retrocesse in Prima Divisione: | Germania | Austria |

### Riconoscimenti

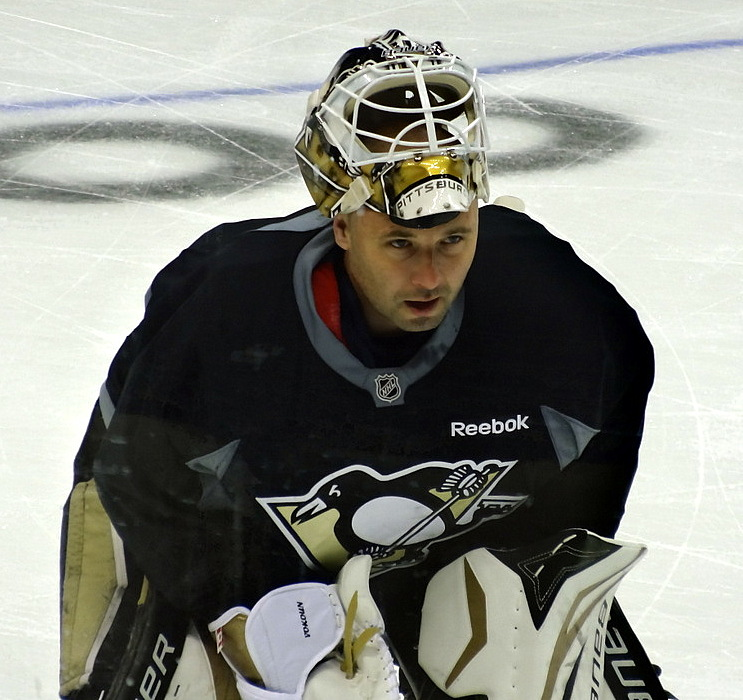
Tomáš Vokoun, miglior portiere del torneo e vincitore della medaglia d'oro con la Repubblica Ceca.

Riconoscimenti individuali

| Premio                  | Giocatore       |
| ----------------------- | --------------- |
| Miglior giocatore (MVP) | Joe Thornton    |
| Miglior portiere        | Tomáš Vokoun    |
| Miglior difensore       | Wade Redden     |
| Miglior attaccante      | Aleksej Kovalëv |

All-Star Team

| Attacco:  | Rick Nash - Joe Thornton - Jaromír Jágr |
| Difesa:   | Marek Židlický - Niklas Kronwall        |
| Portiere: | Tomáš Vokoun                            |